# Dealu Mare, Cluj
Dealu Mare (în maghiară Roskatelep) este un sat în comuna Rișca din județul Cluj, Transilvania, România.